# Station Hamburg-Othmarschen
Station Hamburg-Othmarschen (Bahnhof Hamburg-Othmarschen, kort Bahnhof Othmarschen) is een spoorwegstation in het stadsdeel Othmarschen van de Duitse plaats Hamburg, in de gelijknamige stadstaat. Het station is onderdeel van de S-Bahn van Hamburg en alleen treinen van de S-Bahn kunnen hier stoppen. Het station ligt aan de spoorlijn Hamburg-Altona - Wedel.

## Geschiedenis
Het station werd op 1 augustus 1882 in gebruik genomen, aan de reeds in 1867 geopende Altona-Blankeneser Eisenbahn tussen de stations Klein Flottbek en Bahrenfeld. Het stationsgebouw en het perronoverkapping, die in 1897 gebouwd was, kreeg in 2005 een monumentale status.
In de jaren 2000 werd het station gerenoveerd. Het historische perronoverkapping werd op nieuwe fundamenten geplaatst, het perron vernieuwd. Sinds juni 2009 werd aan het station een lift toegevoegd, die via een kort tunnelstuk in de spoordijk bereikt moest worden. Gezamenlijk kosten de renovatie minstens € 2,2 miljoen euro, die door diverse organisaties betaald is.

## Locatie en indeling
Het station ligt aan de noordelijke rand van Othmarschen en zuidelijk van Groß Flottbek. Het is op een spoordijk gebouwd en heeft één keerspoor aan de westzijde, waar enkele treinen van de S11 kunnen kopmaken. Het heeft een eilandperron met twee perronsporen.
Het station heeft twee uitgangen, één bij de winkelstraat Waitzstraße en de tweede bij de Reventlowstraße respectievelijk Statthalterplatz. Aan dit plein is er een busstation voor het busverkeer, onder andere de hoogfrequente metrobuslijn 1.

## Treinverbindingen
De volgende S-Bahnlijn doet station Othmarschen aan:
| Serie | Treinsoort        | Route | Bijzonderheden |
| ----- | ----------------- | --- | -------------- |
|       | S-Bahn (DB Regio) | Hamburg Airport – /Poppenbüttel – Ohlsdorf – Barmbek – Berliner Tor – Hauptbahnhof – Altona – Othmarschen – Blankenese – Wedel |                |